# Eni
Eni S.p.A., «Эни» — крупнейшая итальянская нефтегазовая компания. Основные регионы добычи — Африка, Россия и Казахстан. Основной рынок сбыта — Италия и другие страны Европы. В 2024 году Eni заняла 98-е место в списке Fortune Global 500 по объёму выручки (в 2015 году — 25-е, в 2016 году — 65-е, в 2017 году — 132-е, в 2018 году — 89-е, в 2019 году — 83-е, в 2020 году — 113-е, в 2021 году — 216-е, в 2022 году — 111-е, в 2023 году — 61-е). Штаб-квартира расположена в Риме.

## История
Основным предшественником Eni была созданная государством в конце 1920-х годов компания «Azienda Generale Italiana Petroli» («Agip»).
Ente Nazionale Idrocarburi основана 10 февраля 1953 года путём объединения Agip с другими государственными компаниями энергетического сектора Италии, такими как основанная в 1936 году «Azienda Nazionale Idrogenazione Combustibili» («ANIC», переработка нефти), «Snam» (нефтепроводы), «Industria Raffinazione Oli Minerali» («IROM», совместное предприятие с Англо-персидской нефтяной компанией), «STANIC» (совместное предприятие с «Standard Oil of New Jersey») и другими. В 1954 году к ENI была присоединена компания «Pignone», производитель промышленного оборудования.
В последующие годы были заключены договоры на разработку месторождений с правительствами Египта (1955 год), Ирана (1957 год), Марокко (1958 год), Ливии и Судана (1959 год), Туниса (1961 год) и Нигерии (1962 год). По этим договорам ENI получала 25 % прибыли, 75 % доставались государствам, в которых велась добыча. Столь выгодные условия позволили итальянской компании составить конкуренцию «семи сёстрам» в борьбе за новые месторождения на Ближнем Востоке и на севере Африки.
ENI сыграла значительную роль в быстром послевоенном восстановлении Италии, войдя в состав «Sviluppo Iniziative Stradali Italiane» («SISI»), промышленной группы, объединившей также Fiat (производство автомобилей), Pirelli (производство шин) и Italcementi (строительство дорог). 

### 1960-е
С 1960-х годов компания начала развивать сеть станций техобслуживания, которые нередко оснащались также мотелями, ресторанами и кофейнями. Другие направления развития компании в 1950-е — 60-е годы включали производство ядерного топлива для зарождавшейся итальянской атомной энергетики, изготовление синтетических тканей, строительство нефтепровода в ФРГ и Швейцарию и новых нефтеперерабатывающих заводов, загружаемых, в частности, нефтью из СССР (на 1962 год Италия была крупнейшим зарубежным рынком для советской нефти). 
В 1962 году в авиакатастрофе погиб основатель и первый президент ENI Энрико Маттеи.

### 1970-е - 1990-е
1970-е годы стали тяжёлым периодом для компании. Образование ОПЕК, резкий рост цен на нефть, политическая нестабильность в большинстве регионов нефтедобычи, попытки правительства за счёт ENI спасти убыточные предприятия привели к крупным убыткам и частой смене президентов компании. В значительной мере эти проблемы оставались актуальными и в 1980-е годы. В этот период в состав ENI были включены несколько убыточных химических и фармацевтических компаний, на основе которых в 1991 году была сформирована дочерняя компания «EniChem» (с 2012 года «Polimeri Europa», с 2015 года «Versalis»).
В начале 1990-х годов в итальянском парламенте уменьшилось влияние социалистов, и был принят закон о начале приватизации ENI. В 1992 году компания была преобразована из государственной в акционерную. В 1995—1998 годах около 70 % акций компании было размещено на итальянской и нью-йоркской фондовых биржах. В связи с этим название «Ente Nazionale Idrocarburi» (рус. «Национальное нефтегазовое учреждение») перестало быть уместным, и было изменено на Eni S.p.A.

### 2010-е
В 2016 году была продана часть пакета акций (12,5 % из 43 %) компании «Saipem», основанной в составе ENI в 1957 году. Как следствие Saipem перестала быть дочерней компанией Eni S.p.A. Было упразднено инженерно-строительное подразделение, основной частью которого была Saipem. Saipem является одной из крупнейших нефтесервисных компаний в мире, осуществляя бурильные работы, в том числе подводные, и строительство инфраструктуры для добычи, транспортировки и переработки нефти. На Eni приходилось менее 10 % заказов Saipem. В целом с 2014 года Eni S.p.A. провела крупную распродажу активов. Оборот сократился с более, чем 100 млрд евро в 2014 году до 55 млрд евро в 2016 году. Число сотрудников сократилось с 84 тысяч до 34 тысяч.
С 2016 года Eni начала несколько новых проектов в секторе возобновляемых источников энергии. В 2016 году  с целью создания новых заводов по производству возобновляемых источников энергии был запущен «Progetto Italia». В том же году Eni открыла первый завод по производству биодизеля из пальмового масла (переоборудованный из обычного нефтеперерабатывающего завода) в Порто-Маргера, портово-промышленной зоне Маргера (Венеция). Второй завод был открыт в 2019 году в Гелле. 
В 2018 году открыт первый фотоэлектрический завод в Ассемини, в 2019 году — второй завод в Порто-Торрес.
В 2018 году Eni стала первым акционером американской компании Commonwealth Fusion Systems (CFS), являющейся спин-аутом Массачусетского технологического института (MIT) в Бостоне. Цель CFS — построить термоядерный реактор на основе технологии токамака, гораздо более компактный и экономичный по сравнению с другими существующими проектами, такими как международный ITER. 

### 2020-е
5 сентября 2021 года CFS успешно построил и испытал прототип магнита в масштабе 1:1 на основе высокотемпературных сверхпроводников. Эксперимент впервые продемонстрировал возможность создания термоядерной камеры, в которой локализация плазмы обеспечивается супер магнитами этого типа. Такая термоядерная камера позволит реактору достичь очень высоких температур (более 100 миллионов градусов), необходимых для управляемого слияния дейтерия и трития и, таким образом, для получения устойчивой энергии.
В Алжире компания действует с 1981 года. Компания осуществляет разработку месторождения Бир-Ребаа, концессий «In Amenas» и «In Salah». В 2022 году в бассейне Беркин начат проект HDLE/HDLS (доля Sonatrach — 51 %, доля Eni — 49 %).
7 июля 2025 года Eni заключило соглашение о разделе продукции с Sonatrach на сумму 1,35 млрд долл на разработку месторождения газа «Земул Эль Кбар» в юго-западном Алжире на границе с Ливией. Контракт рассчитан на 30 лет. 110 млн будут направлены на исследование месторождения, 1,24 млрд на разработку. Оценочный объём добычи — 9,3 млрд м3 в год.

### Логотип
Логотип компании — шестиногая огнедышащая собака, символизирующая «энергию». Автора логотипа определили только по прошествии тридцати лет после его создания. Официально доказать, что автор знака — Луиджи Броджини, удалось только благодаря признанию его сына.
Вплоть до своей смерти в 1983 году Броджини отрицал своё авторство, поэтому точно узнать, какой же смысл вкладывал в свою работу автор, не представляется возможным. Выдвинута гипотеза, что знак был создан под влиянием легенды о Нибелунгах, которая являлась темой научных исследований Броджини. Официальная трактовка символа была озвучена пресс-службой концерна Eni в 1950-х годах:

шесть ног вымышленного создания — это объединение четырёх колес автомобиля с двумя ногами водителя. Пламенный союз, обеспечивающий максимальную отдачу от команды человека и машины и гарантирующий наилучший результат.

## Собственники и руководство
Акционеры, владеющие более чем 2 % акций компании — министерство экономики и финансов Италии (4,37 %) и государственная компания Cassa Depositi e Prestiti (25,96 %). Всем остальным акционерам законодательство Италии запрещает иметь пакеты более 3 %. Рыночная капитализация Eni на 2024 год составляет 40 млрд евро.
С мая 2014 по май 2020 года председателем совета директоров Eni являлась Эмма Марчегалья — бывший президент Всеобщей конфедерации итальянской промышленности (Confindustria). С мая 2014 года главным управляющим Eni назначен Клаудио Дескальци, до того возглавлявший подразделение компании по добыче и геологоразведке. Обе кандидатуры были рекомендованы правительством Италии 18 апреля 2014 года.
10 мая 2023 года на заседании совета директоров Клаудио Дескальци был утверждён в качестве генерального директора. Джузеппе Дзафарана был избран председателем совета директоров вместо Лучии Кальвоса.

## Деятельность
Hа 2024 год Eni ведёт деятельность в 64 странах мира.

### Добыча нефти и газа
Доказанные запасы углеводородов — 6,628 млрд баррелей в нефтяном эквиваленте (Barrel of Oil Equivalent, BOE). Запасы нефти составляют 3,261 млрд баррелей (445 млн тонн), газа — 17,88 трлн кубических футов (506 млрд м³). Запасы в Чёрной Африке составляют 1,408 млрд BOE, на севере Африки — 830 млн BOE, в Казахстане — 1,032 млрд BOE, в остальной Азии — 762 млн BOE, Америке — 570 млн BOE, Италии — 369 млн BOE, остальной Европе — 583 млн BOE, Австралии и Океании — 82 млн BOE.
Компания ведёт разведку и добычу нефти и газа в Италии, Северной и Западной Африке (в том числе Ливии — Абу-Аттифель), Северном море и Мексиканском заливе, а также является оператором Кашаганского нефтяного месторождения на Каспии (16,81 %) и сооператором газоконденсатного месторождения Карачаганак (29,25 %).
Суточная добыча нефти и газа в 2021 году составляла 1,682 млн баррелей нефтяного эквивалента, в том числе нефти — 878 млн баррелей (120 млн тонн), газа 4,329 млрд кубических футов (123 млн м³). Себестоимость производства 1 барреля в нефтяном эквиваленте — $7,5, чистая прибыль с 1 барреля — $4,8. Кроме собственной добычи газа компания также закупает газ, в основном у России и Алжира, а также ведёт закупку нефти на Ближнем Востоке и у России.

### Иная деятельность
Компания владеет сетью АЗС (всего в Европе в 2021 году их было 5314, доля итальянского рынка 22,3 %), энергетической компанией Enipower. Имеет нефтеперерабатывающие мощности (4 нефтеперерабатывающих завода в Италии и два в Германии). Владелец газопроводов TTPC (соединяющий алжирские месторождения со средиземноморским побережьем через территорию Туниса) и TMPC (соединяющий Алжир с Италией по дну Средиземного моря). Также совладелец газопровода Greenstream, по которому осуществляются поставки ливийского природного газа в Европу (главным образом в Италию) и Голубой поток, по которому поставляется российский газ на турецкий рынок. Доля на рынке сжиженного газа Италии составляет 17,5 %, Эквадора — 38 %. Доля на рынке смазочных материалов в Италии составляет 21 %, в целом в мире — 0,6 %.

### Подразделения
Основные подразделения компании по состоянию на 2021 год:
- Добыча и производство — добыча нефти и природного газа, а также сжижение газа. Компания действует в 44 странах, в том числе Италии, Ливии, Египте, Норвегии, Великобритании, Анголе, Конго, Нигерии, США, Казахстане, Алжире, Австралии, Венесуэле, Ираке, Гане и Мозамбике.
- Газ и электроэнергетика — транспортировка и сбыт природного газа (в том числе сжиженного) и электроэнергии. Общая мощность электростанций составляет 4,5 ГВт. Количество проданной электроэнергии — 22,36 ТВт-часов. Из проданных 7,85 млрд м³ газа в Италии было реализовано 5,14 млрд м³. Основными поставщиками газа являются Россия, Алжир, Нидерланды, Норвегия, Ливия, Катар и Великобритания. К этому подразделению относится также деятельность транспортной компании «Eni Trading & Shipping SpA».
- Переработка и сбыт — транспортировка, переработка и сбыт нефти и нефтепродуктов. Объём переработанной нефти составил 18,78 млн тонн. Ещё 0,67 млн тонн составило производство биодизеля из пальмового масла. Продажа нефтепродуктов составила 27,97 млн тонн, из них 21,8 млн тонн в Италии. К этому подразделению относится дочерняя компания «Versalis», выпускающая нефтехимическую продукцию, пластмассы и эластомеры (415 млн тонн в год).

Регионы добычи нефти и газа по состоянию на 2021 год:
- Европа — добыча нефти и газа в Италии и Северном море (в водах Великобритании и Норвегии), 108 млн баррелей в год
- Северная Африка — Египет (131 млн баррелей), а также Ливия, Алжир и Тунис (95 млн баррелей)
- Чёрная Африка — Ангола, Конго, Гана и Нигерия (113 млн баррелей)
- Азия — Казахстан (53 млн баррелей), а также Индонезия, ОАЭ, Ирак, Туркменистан (65 млн баррелей)
- Америка — США, Венесуэла и Мексика (42 млн баррелей)

Выручка за 2022 год составила 132,512 млрд евро. Из них 60,0 млрд пришлось на Италию, 25,4 млрд — на другие страны Евросоюза, 21,7 млрд — на остальную Европу, 9 млрд — на Азию, 9 млрд — на Африку, 7 млрд — на Америку.
|                     | 2000…  | 2005…  | 2010  | 2011  | 2012  | 2013  | 2014  | 2015   | 2016   | 2017  | 2018  | 2019  | 2020   | 2021  | 2022  | 2023  | 2024  |
| ------------------- | ------ | ------ | ----- | ----- | ----- | ----- | ----- | ------ | ------ | ----- | ----- | ----- | ------ | ----- | ----- | ----- | ----- |
| Оборот              | 45,49… | 70,33… | 98,52 | 109,6 | 115,4 | 104,1 | 98,22 | 72,29  | 55,76  | 66,92 | 75,82 | 69,88 | 43,99  | 76,58 | 132,5 | 93,72 | 88,80 |
| Чистая прибыль      | 5,758… | 7,583… | 6,318 | 6,860 | 8,390 | 5,320 | 1,303 | -8,778 | -1,464 | 3,374 | 4,126 | 0,148 | -8,635 | 5,821 | 13,89 | 4,771 | 2,62  |
| Активы              | 57,26… | 82,98… | 131,9 | 142,9 | 144,2 | 142,4 | 150,4 | 139,0  | 124,5  | 114,9 | 118,4 | 123,4 | 109,6  | 137,8 | 152,1 | 142,6 | 146,9 |
| Собственный капитал |        | 35,13… | 51,21 | 55,47 | 62,07 | 61,21 | 63,19 | 55,49  | 53,04  | 48,08 | 51,07 | 47,84 | 37,42  | 44,44 | 55,23 | 53,64 | 55,6  |

В списке крупнейших публичных компаний мира Forbes Global 2000 за 2017 год компания заняла 409 место, в том числе 66-е по обороту. В 2024 году в этом списке Eni заняла 151 место.

### Eni в России
На Россию приходится 30 % добываемого Eni природного газа (Баренцево и Чёрное море), а также принадлежит 50 % в трубопроводном проекте «Голубой поток» (другие 50 % принадлежат «Газпрому»).
В начале апреля 2007 года консорциум Eni и компании Enel на аукционе по продаже активов банкротящегося «ЮКОСа» за $5,83 млрд приобрёл ряд газовых компаний и 20 % акций компании «Газпром нефть», победив государственную «Роснефть». Впрочем, в этот же день победивший консорциум предложил «Газпрому» опцион на выкуп в течение двух лет 20 % акций «Газпром нефти».
25 апреля 2012 года Eni подписала соглашение с российской нефтегазовой компанией «Роснефть» о совместной разработке месторождения Вал Шатского на черноморском шельфе, а также Федынского и Центрально-Баренцевского участков в Баренцевом море. Сумма возможных инвестиций оценивалась в $50-55 млрд по Валу Шатского и в $50-70 млрд — по Баренцеву морю.
Интересы Eni на территории России представляет дочерняя компания «Epi-Nefto».
13 мая 2022 года Reuters сообщил о планах Eni, согласно требованиям России, открыть счёт в Газпромбанке для оплаты газа в рублях. Ранее премьер-министр Италии Марио Драги указал на отсутствие официальных заявлений, из которых следовало бы, что оплата газа в рублях нарушает какие-либо санкции и назвал ситуацию в юридическом смысле «серой зоной». 17 мая того же года Eni объявила о процедуре создания счета в Газпромбанке. Это было согласовано с правительством Италии и не нарушает действующих санкций против России.
1 октября 2022 года компания сообщила, что российский «Газпром» не будет поставлять запрошенный ранее газ, в связи с тем, что поставка газа через Австрию невозможна. В сообщении констатировалось, что поставки российского газа в Eni через точку входа в Тарвизио будут нулевыми.

## Критика
В июне 1997 года экс премьер-министр Италии Арнальдо Форлани был приговорен судом к 28 месяцам заключения за получение крупной взятки от компании Montedison за создание совместного предприятия (впоследствии обанкротившегося) с компанией Eni.
В 2009 году, согласно данным WikiLeaks, посол США Ланье сказал Вашингтону, что в Уганде Eni предъявлены обвинения во взяточничестве. В то время компания боролась с Tullow Oil за нефтяные активы страны. Взятки давались вновь назначенному премьер-министру Уганды Амаму Мбабази.
После обвинений в коррупции дочерней компании Eni Saipem, финансовый директор Алессандро Бернини ушёл в отставку. В декабре 2012 года его сменил Массимо Мондацци.